# ASV Geel
El AS Verbroedering Geel es un equipo de fútbol de la ciudad de Geel en la provincia de Amberes. Está afiliado a la Real Asociación Belga con la matrícula nº 2169. Actualmente compite en la  División 3 de Bélgica, la quinta categoría del fútbol belga.

## Historia
En 1924 se fundó un club de fútbol en Meerhout-Centrum, FC Meerhout Sport. El club se unió a la Asociación Belga de Fútbol en 1927 y se le asignó el número de matrícula 893. El equipo siguió jugando en los niveles regionales.
FC Hand In Hand Meerhout fue fundado en 1934 en el distrito de Berg. El club continuó usando este nombre durante las siguientes décadas, aunque oficialmente estaba registrado en la Asociación Belga de Fútbol como Hand In Hand Weversberg-Meerhout con la matrícula nº 2169. Jugaban de verde y blanco. Este club también siguió jugando en la serie regional.
A mediados de la década de los 30, surgirían otros clubes pequeños en el municipio, como Hezemeer Sport Meerhout (nº de registro 2017), Berg En Dal Meerhout (nº de registro 2018) y Sport Na Arbeid Meerhout (nº de registro 2021) en 1933, y Vlug en Vrij Meerhout (nº de registro 2217) y FC Rooden Band Meerhout (nº de registro 2218) en 1935. Todos estos clubes renunciaron en 1936, posiblemente debido a una fusión no oficial con Meerhout Sport.
Meerhout Sport recibió el título real en 1952, en adelante se llamaría KFC Meerhout Sport. En la campaña 1959/60, el club asciende a Primera Provincial por primera vez, la serie provincial más alta, y esto como el primer club de Meerhout.
En 1966 los dos clubes finalmente se fusionaron. El club fusión se bautizó como FC Verbroedering Meerhout y siguió jugando con la matrícula 2169 del Hand In Hand. Su estadio sería el del Hand In Hand, en el Berg debajo de la torre de agua, con indumentaria blanca y negra. Terminaron la temporada 1966/67 en segundo lugar, y tras una victoria ante el Germinal Ekeren aseguraron el ascenso. Esta sería la primera vez que participarían en la Cuarta División nacional. Ese año terminaron terceros. Meerhout pudo mantenerse en Cuarta en los años siguientes con diversos grados de éxito.
En 1987, sin embargo, quedó colista, por lo que tras 20 temporadas volvió a descender a Primera Provincial. Meerhout siguió rindiendo mal, y un año después ya descendía aún más a Segunda Provincial. En los años siguientes siguieron en esa categoría. Mientras tanto, se mudaron a un nuevo estadio, el Kattenstadion, en Sportlaan. En 1995 pudieron por fin hacerse con el título en Segunda Provincial, y regresar a la máxima serie provincial. El equipo continuaba prosperando. Forzaron un lugar en la ronda final, pero después de una derrota por 1-2 contra Witgoor Sport, se perdió el ascenso. Al año siguiente lograron nuevamente plaza en la ronda final, esta vez contra OG Vorselaar. Después de una derrota por 2-0 en el partido de ida, Meerhout ganó 3-0 en casa, y en 1997 volvió a ascender a la Cuarta División nacional .
En 2002, Meerhout terminó segundo en su grupo y pudo jugar la ronda final. Sin embargo, quedaron eliminados en la segunda ronda contra Sprimont Sportive y, por lo tanto, no lograron el ascenso. En 2006, sin embargo, el club se llevó el título de su grupo y, por lo tanto, Verbroedering Meerhout ascendió a Tercera por primera vez. Sin embargo, este período de apogeo duró poco, el mismo año el club volvió a descender a Cuarta División.
En 2008 se produjo una fusión con Verbroedering Geel, que atravesaba dificultades financieras. No hubo fusión, pero varios miembros de la junta cambiaron y el nombre del club se convirtió en Verbroedering Geel-Meerhout. Se agregó un color azul al equipo y ahora el equipo juega sus partidos de local en el Leunenstadion, el hogar del ex Verbroedering Geel. Dos años más tarde, el 2 de mayo de 2010, el club ascendió a Tercera División.
A principios de junio de 2013, el club consiguió el ascenso a Segunda División tras vencer en la última jornada al Racing Mechelen. El club también recibió un nuevo nombre: Allemaal Samen Verbroedering Geel.
En la temporada anterior a las reclasificaciones de la serie ( 2015/16 ) Geel finalizó decimotercero, por lo que descendió a la nueva Primera división amateurs. Tras 3 temporadas, el club descendió a Segunda División Aficionada. Yellow terminó noveno en esto, pero la temporada no terminó debido a la crisis del coronavirus. En el transcurso de esta temporada se supo que el club estaba en problemas financieros. Tras el final de esta temporada, ASV Geel no recibió una licencia para la serie Amateur y fueron relegados a Primera provincial de Amberes.
En la temporada 2021/2022, ASV Geel terminó campeón de liga. En la Ronda Final Interprovincial se hizo efectivo el ascenso, por lo que el club volverá a jugar en la División 3 a partir de la temporada 2022/2023.

## Resultados
| Temporada                                                      | División | División | División | División | División | División | División | División | División | Denominación                           | Puntos                                 | Observaciones |                                        |
|                                                                | I        | I        | II       | III      | P.I      | P.II     | P.III    | P.IV     |          |                                        |                                        | |                                        |
| -------------------------------------------------------------- | -------- | -------- | -------- | -------- | -------- | -------- | -------- | -------- | -------- | -------------------------------------- | -------------------------------------- | --- | -------------------------------------- |
| como FC Hand In Hand Meerhout                                  |          |          |          |          |          |          |          |          |          |                                        |                                        | |                                        |
| 1934/35                                                        |          |          |          |          |          |          | 10       |          |          | Tercera Prov. Antw.                    | 15                                     | |                                        |
| 1935/36                                                        |          |          |          |          |          |          | 3        |          |          | Tercera Prov. Antw.                    | 21                                     | |                                        |
| 1936/37                                                        |          |          |          |          |          |          | 8        |          |          | Tercera Prov. Antw.                    | 16                                     | |                                        |
| 1937/38                                                        |          |          |          |          |          |          | 9        |          |          | Tercera Prov. Antw.                    | 15                                     | |                                        |
| 1938/39                                                        |          |          |          |          |          |          | 9        |          |          | Tercera Prov. Antw.                    | 15                                     | |                                        |
| 1939/40                                                        |          |          |          |          |          |          |          |          |          |                                        |                                        | sin competición por la II Guerra Mundial                                                                                        |                                        |
| 1940/41                                                        |          |          |          |          |          |          |          |          |          |                                        |                                        | sin competición por la II Guerra Mundial                                                                                        |                                        |
| 1941/42                                                        |          |          |          |          |          | 8        |          |          |          | Segunda Prov. Antw.                    | 21                                     | |                                        |
| 1942/43                                                        |          |          |          |          |          |          | 5        |          |          | Tercera Prov. Antw.                    | 29                                     | |                                        |
| 1943/44                                                        |          |          |          |          |          |          | 5        |          |          | Tercera Prov. Antw.                    | 20                                     | |                                        |
| 1944/45                                                        |          |          |          |          |          |          |          |          |          |                                        |                                        | sin competición por la II Guerra Mundial                                                                                        |                                        |
| 1945/46                                                        |          |          |          |          |          |          | 1        |          |          | Tercera Prov. Antw.                    | 36                                     | |                                        |
| 1946/47                                                        |          |          |          |          |          | 9        |          |          |          | Segunda Prov. Antw.                    | 27                                     | |                                        |
| 1947/48                                                        |          |          |          |          |          | 4        |          |          |          | Segunda Prov. Antw.                    | 41                                     | |                                        |
| 1948/49                                                        |          |          |          |          |          | 7        |          |          |          | Segunda Prov. Antw.                    | 34                                     | |                                        |
| 1949/50                                                        |          |          |          |          |          | 6        |          |          |          | Segunda Prov. Antw.                    | 31                                     | |                                        |
| 1950/51                                                        |          |          |          |          |          | 6        |          |          |          | Segunda Prov. Antw.                    | 32                                     | |                                        |
| 1951/52                                                        |          |          |          |          |          | 10       |          |          |          | Segunda Prov. Antw.                    | 28                                     | |                                        |
|                                                                | I        | I        | II       | III      | IV       | P.I      | P.II     | P.III    | P.IV     | desde 1952/53 hay 4 niveles nacionales | desde 1952/53 hay 4 niveles nacionales | desde 1952/53 hay 4 niveles nacionales                                                                                          | desde 1952/53 hay 4 niveles nacionales |
| 1952/53                                                        |          |          |          |          |          |          | 9        |          |          | Segunda Prov. Antw.                    | 30                                     | |                                        |
| 1953/54                                                        |          |          |          |          |          |          | 14       |          |          | Segunda Prov. Antw.                    | 21                                     | |                                        |
| 1954/55                                                        |          |          |          |          |          |          | 16       |          |          | Segunda Prov. Antw.                    | 11                                     | |                                        |
| 1955/56                                                        |          |          |          |          |          |          |          | 8        |          | Tercera Prov. Antw.                    | 26                                     | |                                        |
| 1956/57                                                        |          |          |          |          |          |          |          | 7        |          | Tercera Prov. Antw.                    | 33                                     | |                                        |
| 1957/58                                                        |          |          |          |          |          |          |          | 7        |          | Tercera Prov. Antw.                    | 32                                     | |                                        |
| 1958/59                                                        |          |          |          |          |          |          |          | 3        |          | Tercera Prov. Antw.                    | 45                                     | |                                        |
| 1959/60                                                        |          |          |          |          |          |          |          | 1        |          | Tercera Prov. Antw.                    | 50                                     | |                                        |
| 1960/61                                                        |          |          |          |          |          |          | 2        |          |          | Segunda Prov. Antw.                    | 42                                     | |                                        |
| 1961/62                                                        |          |          |          |          |          |          | 6        |          |          | Segunda Prov. Antw.                    | 33                                     | |                                        |
| 1962/63                                                        |          |          |          |          |          |          | 6        |          |          | Segunda Prov. Antw.                    | 32                                     | |                                        |
| 1963/64                                                        |          |          |          |          |          |          | 14       |          |          | Segunda Prov. Antw.                    | 21                                     | |                                        |
| 1964/65                                                        |          |          |          |          |          |          |          | 5        |          | Tercera Prov. Antw.                    | 40                                     | |                                        |
| 1965/66                                                        |          |          |          |          |          |          |          | 3        |          | Tercera Prov. Antw.                    | 46                                     | |                                        |
| como FC Verbroedering Meerhout (fusión con KFC Meerhout Sport) |          |          |          |          |          |          |          |          |          |                                        |                                        | |                                        |
| 1966/67                                                        |          |          |          |          |          | 2        |          |          |          | Primera Prov. Antw.                    | 39                                     | |                                        |
| 1967/68                                                        |          |          |          |          | 3        |          |          |          |          | Cuarta B                               | 38                                     | |                                        |
| 1968/69                                                        |          |          |          |          | 8        |          |          |          |          | Cuarta B                               | 33                                     | |                                        |
| 1969/70                                                        |          |          |          |          | 9        |          |          |          |          | Cuarta B                               | 31                                     | |                                        |
| 1970/71                                                        |          |          |          |          | 6        |          |          |          |          | Cuarta C                               | 32                                     | |                                        |
| 1971/72                                                        |          |          |          |          | 4        |          |          |          |          | Cuarta C                               | 37                                     | |                                        |
| 1972/73                                                        |          |          |          |          | 10       |          |          |          |          | Cuarta C                               | 27                                     | |                                        |
| 1973/74                                                        |          |          |          |          | 6        |          |          |          |          | Cuarta D                               | 33                                     | |                                        |
| 1974/75                                                        |          |          |          |          | 9        |          |          |          |          | Cuarta B                               | 28                                     | |                                        |
| 1975/76                                                        |          |          |          |          | 6        |          |          |          |          | Cuarta C                               | 31                                     | |                                        |
| 1976/77                                                        |          |          |          |          | 4        |          |          |          |          | Cuarta C                               | 34                                     | |                                        |
| 1977/78                                                        |          |          |          |          | 13       |          |          |          |          | Cuarta B                               | 26                                     | |                                        |
| 1978/79                                                        |          |          |          |          | 11       |          |          |          |          | Cuarta C                               | 29                                     | |                                        |
| 1979/80                                                        |          |          |          |          | 10       |          |          |          |          | Cuarta C                               | 25                                     | |                                        |
| 1980/81                                                        |          |          |          |          | 4        |          |          |          |          | Cuarta B                               | 39                                     | |                                        |
| 1981/82                                                        |          |          |          |          | 5        |          |          |          |          | Cuarta D                               | 33                                     | |                                        |
| 1982/83                                                        |          |          |          |          | 11       |          |          |          |          | Cuarta D                               | 26                                     | |                                        |
| 1983/84                                                        |          |          |          |          | 13       |          |          |          |          | Cuarta C                               | 24                                     | |                                        |
| 1984/85                                                        |          |          |          |          | 10       |          |          |          |          | Cuarta C                               | 27                                     | |                                        |
| 1985/86                                                        |          |          |          |          | 6        |          |          |          |          | Cuarta B                               | 33                                     | |                                        |
| 1986/87                                                        |          |          |          |          | 16       |          |          |          |          | Cuarta C                               | 18                                     | |                                        |
| 1987/88                                                        |          |          |          |          |          | 8        |          |          |          | Primera Prov. Antw.                    | 30                                     | |                                        |
| 1988/89                                                        |          |          |          |          |          | 13       |          |          |          | Primera Prov. Antw.                    | 26                                     | |                                        |
| 1989/90                                                        |          |          |          |          |          | 13       |          |          |          | Primera Prov. Antw.                    | 24                                     | |                                        |
| 1990/91                                                        |          |          |          |          |          | 16       |          |          |          | Primera Prov. Antw.                    | 13                                     | |                                        |
| 1991/92                                                        |          |          |          |          |          |          | 6        |          |          | Segunda Prov. Antw.                    | 34                                     | |                                        |
| 1992/93                                                        |          |          |          |          |          |          | 10       |          |          | Segunda Prov. Antw.                    | 27                                     | |                                        |
| 1993/94                                                        |          |          |          |          |          |          | 3        |          |          | Segunda Prov. Antw.                    | 43                                     | |                                        |
| 1994/95                                                        |          |          |          |          |          |          | 1        |          |          | Segunda Prov. Antw.                    | 45                                     | |                                        |
| 1995/96                                                        |          |          |          |          |          | 3        |          |          |          | Primera Prov. Antw.                    | 49                                     | |                                        |
| 1996/97                                                        |          |          |          |          |          | 2        |          |          |          | Primera Prov. Antw.                    | 62                                     | |                                        |
| 1997/98                                                        |          |          |          |          | 3        |          |          |          |          | Cuarta C                               | 51                                     | |                                        |
| 1998/99                                                        |          |          |          |          | 12       |          |          |          |          | Cuarta C                               | 32                                     | |                                        |
| 1999/00                                                        |          |          |          |          | 12       |          |          |          |          | Cuarta C                               | 40                                     | |                                        |
| 2000/01                                                        |          |          |          |          | 5        |          |          |          |          | Cuarta C                               | 46                                     | |                                        |
| 2001/02                                                        |          |          |          |          | 2        |          |          |          |          | Cuarta C                               | 60                                     | |                                        |
| 2002/03                                                        |          |          |          |          | 5        |          |          |          |          | Cuarta C                               | 48                                     | |                                        |
| 2003/04                                                        |          |          |          |          | 13       |          |          |          |          | Cuarta C                               | 30                                     | |                                        |
| 2004/05                                                        |          |          |          |          | 11       |          |          |          |          | Cuarta C                               | 36                                     | |                                        |
| 2005/06                                                        |          |          |          |          | 1        |          |          |          |          | Cuarta C                               | 60                                     | |                                        |
| 2006/07                                                        |          |          |          | 15       |          |          |          |          |          | Tercera A                              | 20                                     | |                                        |
| 2007/08                                                        |          |          |          |          | 8        |          |          |          |          | Cuarta C                               | 39                                     | |                                        |
| como Verbroedering Geel-Meerhout                               |          |          |          |          |          |          |          |          |          |                                        |                                        | |                                        |
| 2008/09                                                        |          |          |          |          | 5        |          |          |          |          | Cuarta C                               | 48                                     | |                                        |
| 2009/10                                                        |          |          |          |          | 1        |          |          |          |          | Cuarta C                               | 63                                     | |                                        |
| 2010/11                                                        |          |          |          | 8        |          |          |          |          |          | Tercera A                              | 53                                     | Derrota en ronda final por ascenso a Excelsior Virton.                                                                          |                                        |
| 2011/12                                                        |          |          |          | 9        |          |          |          |          |          | Tercera B                              | 48                                     | |                                        |
| 2012/13                                                        |          |          |          | 3        |          |          |          |          |          | Tercera A                              | 61                                     | Victoria en la ronda final por el ascenso ante el Racing de Malinas.                                                            |                                        |
| como ASV Geel (Allemaal Samen Verbroedering Geel)              |          |          |          |          |          |          |          |          |          |                                        |                                        | |                                        |
| 2013/14                                                        |          |          | 10       |          |          |          |          |          |          | Segunda                                | 43                                     | |                                        |
| 2014/15                                                        |          |          | 13       |          |          |          |          |          |          | Segunda                                | 39                                     | |                                        |
| 2015/16                                                        |          |          | 13       |          |          |          |          |          |          | Segunda                                | 31                                     | |                                        |
|                                                                | 1A       | 1B       | 1Am      | 2Am      | 3Am      | P.I      | P.II     | P.III    | P.IV     |                                        |                                        | desde 2016-17 hay 3 niveles nacionales y 2 regionales                                                                           |                                        |
| 2016/17                                                        |          |          | 8        |          |          |          |          |          |          | Primera Div. Afic                      | 44                                     | |                                        |
| 2017/18                                                        |          |          | 9        |          |          |          |          |          |          | Primera Div. Afic                      | 39                                     | |                                        |
| 2018/19                                                        |          |          | 14       |          |          |          |          |          |          | Primera Div. Afic                      | 31                                     | |                                        |
| 2019/20                                                        |          |          |          | 11       |          |          |          |          |          | Segunda Div. Afic                      | 27                                     | temporada cancelada debido al Covid-19. No consiguió licencia para Segunda y Tercera Aficionada. Descenso a Primera Provincial. |                                        |
| 2020/21                                                        |          |          |          |          |          | -        |          |          |          | Primera Prov. Antw.                    | -                                      | sin competición por COVID-19.                                                                                                   |                                        |
| 2021/22                                                        |          |          |          |          |          | 2        |          |          |          | Primera Prov. Antw.                    | 72                                     | ascenso a División 3 vía play-off interprovincial                                                                               |                                        |
| 2022/23                                                        |          |          |          |          | 4        |          |          |          |          | División 3                             | 57                                     | |                                        |